# 殊像寺 (五台山)
殊像寺（しゅぞうじ）は、中華人民共和国山西省忻州市五台県五台山にある仏教寺院。顕通寺・塔院寺・菩薩頂・羅睺寺と並んで五台山五大禅処と併称される。

## 歴史
殊像寺は東晋の初年に建立された。唐、元の泰定2年（1325年）、明の弘治9年（1496年）、万暦年間に四回寺院を再建した。
清の康熙28年（1689年）、康熙帝により「瑞相天然」の額を賜った。
1983年、中華人民共和国国務院は仏寺を漢族地区仏教全国重点寺院に認定した。1986年、山西省人民政府は仏寺を文物保護単位に認定した。

## 伽藍
山門、天王殿、大雄宝殿、大文殊殿、清涼楼、饌香室、演梵堂、六角亭